# Лукреция д’Эсте
Лукре́ция д’Эсте́ (итал. Lucrezia d'Este; 16 декабря 1535, Феррара, Феррарское герцогство — 12 февраля 1598, Феррара, Папская область) — принцесса из дома Эсте, урождённая принцесса Феррарская, Моденская и Реджийская, дочь Эрколе II, герцога Феррары, Модены и Реджо. Жена герцога Франческо Марии II из дома Делла Ровере; в браке — герцогиня Урбино и Соры, сеньора Пезаро, Сенигаллии, Фоссомброне и Губбио.
Одна из самых образованных женщин своего времени. Покровительствовала учёным и поэтам. Инициированные ею переговоры со Святым Престолом сохранили за домом Эсте владетельный статус и титул герцогов Модены и Реджо.

## Биография

### Ранние годы
Лукреция родилась в Ферраре 16 декабря 1535 года. Она была средней из трёх дочерей в семье католика Эрколе II, герцога Феррары, Модены и Реджо и гугенотки Рене, принцессы из дома Валуа, герцогини Шартра, графини Жизора и владелицы Монтаржи. По линии отца Лукреция приходилась внучкой Альфонсо I, герцогу Феррары, Модены и Реджо и Лукреции Борджа, дочери римского папы Александра VI. В честь последней принцесса получила своё имя. По линии матери она была внучкой французского короля Людовика XII и Анны, герцогини Бретани из дома Дрё.
Стараниями герцогини, приглашавшей ко двору для детей талантливых педагогов, Лукреция, вместе с сёстрами Анной и Элеонорой, получила блестящее образование. Принцессы изучали древние и современные языки, классическую литературу, философию и поэтику, занимались музыкой и вокалом. Учителями Лукреции были гуманисты Олимпия Фульвия Мората, Франциск Порто, Аонио Палеарио, Бартоломео Риччи. Она увлекалась театром, покровительствовала учёным и поэтам, среди которых были философ Франциск Патрици и поэт Торквато Тассо. Последний посвятил Лукреции и Элеоноре, её младшей сестре, ряд стихотворений.
Жизнь принцессы мало изменилась и после смерти отца, когда мать вернулась на родину. Лукреция любила придворные церемонии и не отказывала себе в удовольствиях. Она вступила в любовную связь с капитаном герцогской конной гвардии, графом Эрколе Контрари. Их отношения продолжились и после её замужества. Узнав об этом, 2 августа 1575 года герцог Альфонсо II приказал привести обоих к нему во дворец в Ферраре и, когда тех привели, велел задушить любовника-графа на глазах у сестры. Однако это не повлияло на привычки Лукреции. Спустя некоторое время она вступила в новую любовную связь с графом Луиджи Монтекукколи.

### Несчастливый брак

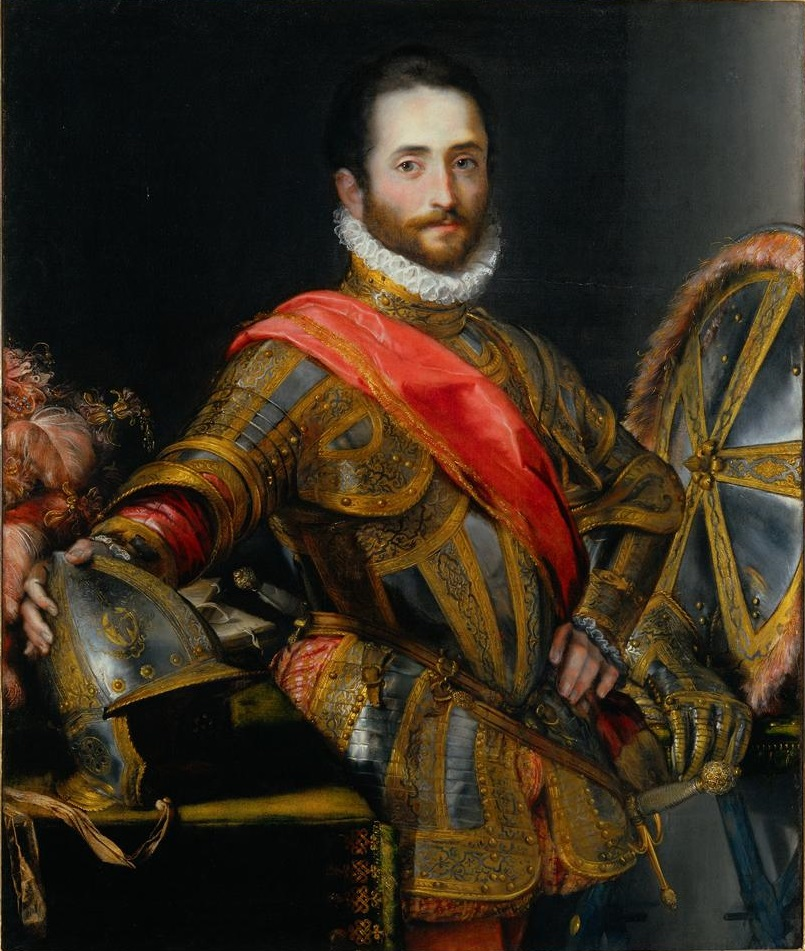
Муж, герцог Франческо Мария II делла Ровере

Лукреция долгое время оставалась незамужней. На тридцать пятом году она согласилась выйти замуж за наследного принца Урбино, которому было немногим за двадцать. Решение принцессы сочетаться браком было связано с интересами династии. В случае пресечения наследников мужского пола в главной ветви дома Эсте его владения должны были вернуться в состав папского государства. Герцог Альфонсо II, брат Лукреции, наследников мужского пола не имел. Единственный, кто мог бы ему наследовать, был кузен Чезаре, бастард маркграфа Альфонсо, который сам был бастардом её деда — герцога Альфонсо I. Таким образом, матримониальный союз между домами Эсте и Роверо должен был свидетельствовать о взаимной поддержке между обеими династиями в случае необходимости.
18 февраля 1570 года в Ферраре состоялась церемония бракосочетания, после которой супруги отбыли в Пезаро. Приданое Лукреции составило сто пятьдесят тысяч дукатов. Отношения наследной принцессы со свёкром были хорошими. Гвидобальдо II не препятствовал увлечениям невестки поэзией, музыкой и театральными представлениями. Когда после смерти отца, 28 сентября 1574 года, наследный принц под именем Франческо Марии II стал новым урбинским герцогом, Лукреция получила титул герцогини. Её отношения с молодым мужем всегда были сложными. Тот, не стесняясь, указывал на зрелый возраст жены и неспособность родить ему наследника, несмотря на то, что сам заразил её сифилисом.
В эти годы большим утешением для Лукреции была её дружба с Торквато Тассо, который по долгу гостил при дворе герцогини в Пезаро и Урбании. Через восемь лет брака, при посредничестве кардинала Карло Борромео, герцог и герцогиня урбинские, наконец, смогли разойтись. 31 августа 1578 года Святой Престол позволил супругам жить раздельно, но брак их не был аннулирован. Лукреция вернулась в Феррару, фактически продолжая оставаться женой урбинского герцога. Только после её смерти овдовевший муж смог заключить новый брак, в котором у него родился наследник.

### Поздние годы

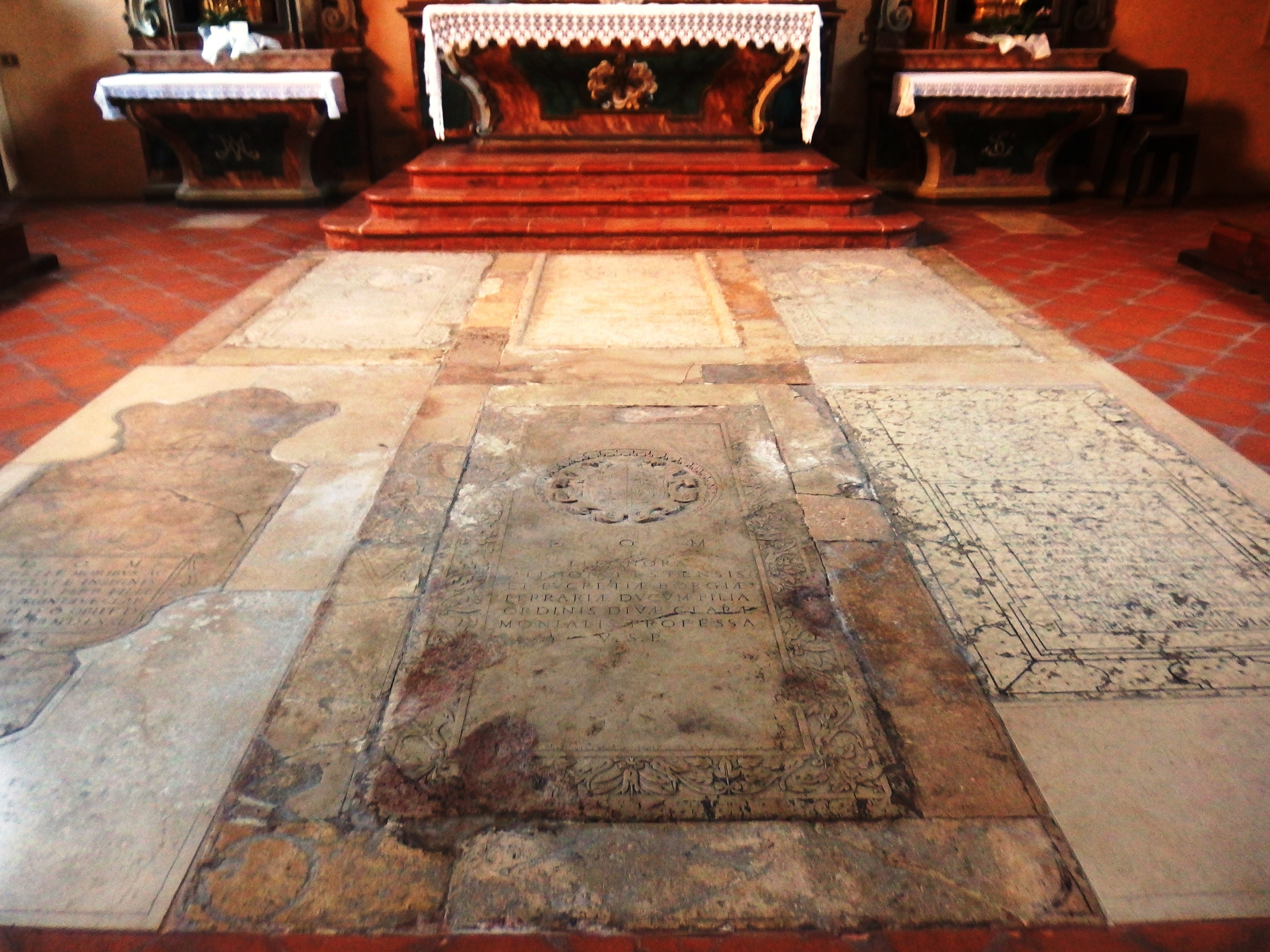
Надгробные плиты в церкви монастыря Тела Господня, Феррара

Оставив её в фактическом браке, Святой Престол преследовал собственные цели. Как и у дома Эсте, в случае отсутствия наследника мужского пола в главной ветви дома Ровере, владения этой династии должны были вернуться в состав Папской области. Лукреция в этом вопросе для папского государства была важным союзником. Она же старалась получить от Святого Престола признание её кузена-бастарда легитимным наследником владений дома Эсте. Сам Чезаре, после смерти Альфонсо II, бежал из Феррары, опасаясь как церковного отлучения, так и папской армии. Лукреция смогла договориться с римским папой Климентом VIII. Плодом её усилий стала Фаэнцская конвенция от 13 января 1598 года о признании Святым Престолом за Чезаре герцогств Модены и Реджо в обмен на вхождение герцогства Феррары в состав папского государства. Таким образом Эсте смогли сохранить за собой статус владетельного дома.
Последние годы жизни Лукреция испытывала проблемы со здоровьем. Она умерла в родном городе 12 февраля 1598 года и была похоронена в церковной усыпальнице при монастыре Тела Господня в Ферраре, где уже находились гробницы её брата, отца и деда герцогов, младшей сестры и бабушки, в честь которой она была названа.